# Baharipristis
Baharipristis is een geslacht van uitgestorven zaagvisachtige haaien uit het Krijt. Het bevat als enige soort Baharipristis bastetiae. Het werd beschreven vanuit de Bahariya-formatie uit het Cenomanien van Gebel Ghorabi, Egypte, gebaseerd op kenmerkende losse rostrale tanden. Het deelt de formatie met ten minste negen andere geslachten sclerorhynchoïde zaagsnuithaaien.
De soortaanduiding verwijst naar de godin Bastet.